# Bill Schuffenhauer
Bill Schuffenhauer, né le 24 juin 1973 à Salt Lake City, est un bobeur américain médaillé d'argent en bob à quatre aux Jeux olympiques d'hiver de 2002.

## Biographie
Après avoir pratiqué le football américain au lycée et le décathlon à l'Université d'État de Weber, Bill Schuffenhauer commence le bobsleigh en 2000. Aux Jeux olympiques d'hiver de 2002, organisés à Salt Lake City, sa ville natale, il remporte la médaille d'argent en bob à quatre avec le pilote Todd Hays ainsi que Randy Jones et Garrett Hines. Il gagne ensuite deux médailles aux championnats du monde : l'argent en 2003 à Lake Placid (États-Unis) et le bronze en 2004 à Königssee (Allemagne). Il est aussi 14e en bob à deux et 6e en bob à quatre aux Jeux olympiques d'hiver de 2006 à Turin, en Italie, puis 13e en bob à quatre lors des Jeux olympiques d'hiver de 2010 à Vancouver au Canada.

## Palmarès

### Jeux Olympiques
- : médaillé d'argent en bob à 4 aux JO 2002.

### Championnats monde
- : médaillé d'argent en bob à 4 aux championnats monde de 2003.
- : médaillé de bronze en bob à 4 aux championnats monde de 2004.